# Karana prima
Karana prima là một loài bướm đêm trong họ Noctuidae.